# Округ Чарлтон (Џорџија)
Чарлтон (енгл. Charlton County) је округ у америчкој савезној држави Џорџија.

## Демографија
По попису из 2010. године број становника је 12.171, што је 1.889 (18,4%) становника више него 2000. године.
| Група             | 2000.         | 2010.         |
| Белци             | 7.014 (68,2%) | 8.116 (66,7%) |
| Афроамериканци    | 3.008 (29,3%) | 3.464 (28,5%) |
| Азијати           | 35 (0,3%)     | 76 (0,6%)     |
| Хиспаноамериканци | 81 (0,8%)     | 310 (2,5%)    |
| Укупно            | 10.282        | 12.171        |